# Triangle de Pascal

Premières lignes du triangle de Pascal.

En mathématiques, le triangle de Pascal est une présentation des coefficients binomiaux dans un tableau triangulaire. Il a été nommé ainsi en l'honneur du mathématicien français Blaise Pascal. Il est connu sous l'appellation « triangle de Pascal » en Occident, bien qu'il ait été étudié par d'autres mathématiciens, parfois plusieurs siècles avant lui, en Inde, en Perse (où il est appelé « triangle de Khayyam »), au Maghreb, en Chine (où il est appelé « triangle de Yang Hui »), en Allemagne et en Italie (où il est appelé « triangle de Tartaglia »).
La construction du triangle est régie par la relation de Pascal : 
{\displaystyle {n \choose k}={n-1 \choose k-1}+{n-1 \choose k}}
pour tous entiers n et k tels que 0 < k < n.
Le triangle de Pascal peut être généralisé à d'autres dimensions. La version tridimensionnelle est appelée pyramide de Pascal ou tétraèdre de Pascal, tandis que les versions générales sont appelées simplexes de Pascal.

## Histoire

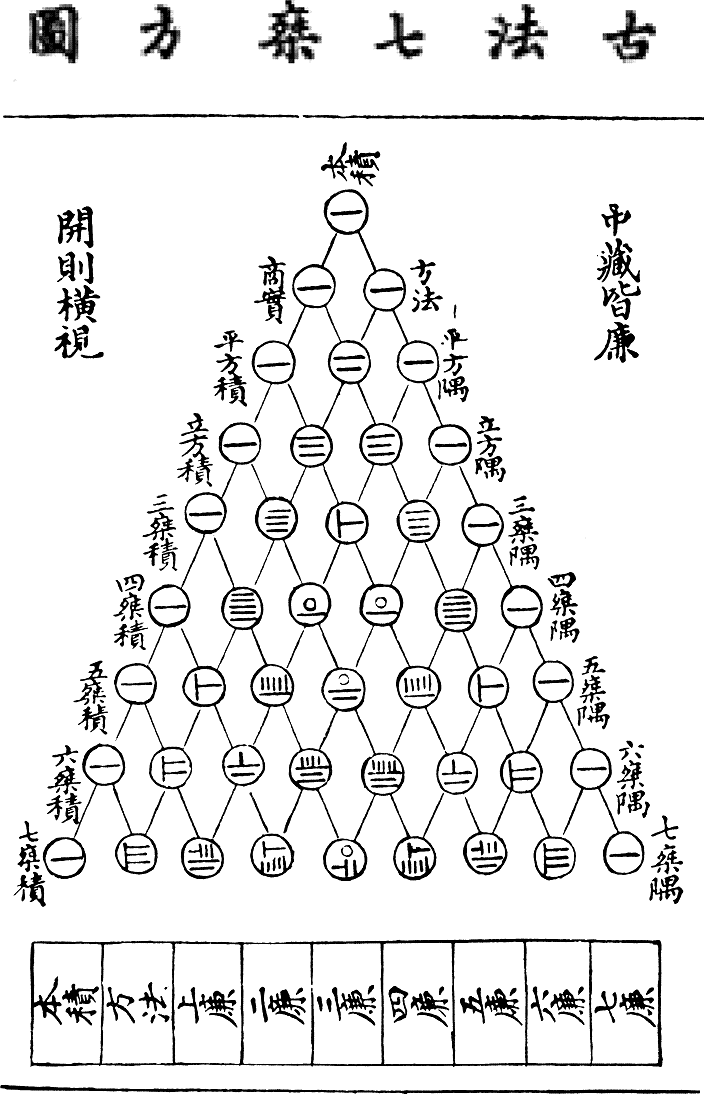
Triangle arithmétique de Zhu Shijie.

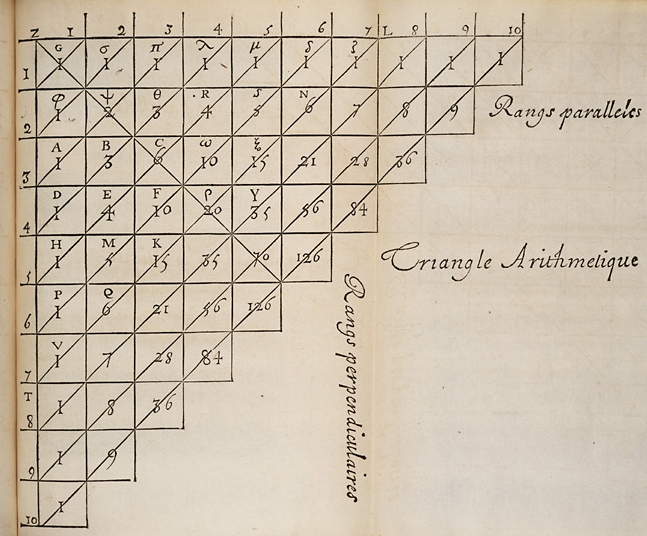
Figure du triangle dans le traité de Blaise Pascal.

La tradition occidentale attribue le nom de triangle de Pascal au triangle décrit plus haut. Cependant, ce triangle était déjà connu en Orient et au Moyen-Orient plusieurs siècles avant la publication de Blaise Pascal. Il était ainsi connu des mathématiciens persans, par exemple al-Karaji (953-1029) ou Omar Khayyam au XIe siècle ou des mathématiciens du Maghreb comme Ibn al-Banna et ses disciples qui l'utilisent pour développer (a + b)n. Il apparaît en Chine dès 1261 dans un ouvrage de Yang Hui (au rang 6) et dans  le Miroir de jade des quatre éléments de Zhu Shijie en 1303 (au rang 8). Yang Hui attribue la paternité du triangle au mathématicien chinois du XIe siècle Jia Xian. Ce triangle permettait de présenter les coefficients des différents termes dans la formule du binôme et, selon Victor J. Katz, il était utilisé pour généraliser à des degrés supérieurs à 2 la méthode d'extraction de racine.
En Europe, il apparaît dans l'ouvrage de Peter Apian, Rechnung (1527). Il est étudié par Michael Stifel (1486-1567), Tartaglia (1499-1557) et  François Viète (1540-1603). C'est d'ailleurs sous le nom de « triangle de Tartaglia » qu'il est connu en Italie. Il est également connu de Marin Mersenne (1588-1648). Mais c'est Blaise Pascal qui lui consacre un traité : le Traité du triangle arithmétique (1654) démontrant 19 de ses propriétés, propriétés découlant en partie de la définition combinatoire des coefficients. Nombre de ces propriétés étaient déjà connues mais admises et non démontrées. Pour les démontrer, Pascal met en place dans son traité une version aboutie du raisonnement par récurrence. Il y démontre le lien entre le triangle et la formule du binôme. Il l'utilise dans la résolution d'un problème de partage équitable des enjeux dans un jeu de hasard qui est interrompu avant le terme défini (problème des partis).

## Construction

### Combinatoire
En écrivant la formule de Pascal,
pour tous entiers i et j tels que 0 < j < i, {\displaystyle {i \choose j}={i-1 \choose j-1}+{i-1 \choose j}},
on remarque que le coefficient de la ligne i et colonne j s'obtient en ajoutant les coefficients de la ligne i - 1 et colonne j - 1 et de la ligne i - 1 et colonne j. De plus on a :
{\displaystyle {n \choose 0}={n \choose n}=1}.
On peut en déduire une méthode de construction du triangle de Pascal, qui consiste, sous forme pyramidale, à placer un 1 au sommet de la pyramide, puis à ajouter un 1 de chaque côté juste en dessous. Les extrémités des lignes sont toujours des 1, tandis que les autres nombres sont la somme des deux nombres situés directement au-dessus.

### Nombre de chemins dans un réseau binaire
Imaginons que chaque nombre dans le triangle est un nœud dans un réseau qui est connecté aux nombres adjacents du dessus et du dessous. Maintenant pour n'importe quel nœud dans le réseau, comptons le nombre de chemins qu'il y a dans le réseau (sans faire une marche arrière) qui connecte ce nœud au nœud supérieur  du triangle. La réponse est le nombre de Pascal associé à ce nœud.

Les quatre chemins vers un même nœud.

## Propriétés

### Liées à la construction

#### Concernant les lignes horizontales
- Le triangle est symétrique par rapport à un axe vertical ; il en est donc de même pour chaque ligne : par exemple, la ligne de rang 4 est 1, 4, 6, 4, 1.

- La somme des termes d'une ligne est le double de la somme précédente ; elle est donc égale à 2n pour la ligne de rang n (première ligne = rang 0)

#### Concernant les lignes obliques
Elle repose sur l’égalité connue sous le nom de formule d'itération de Pascal ou formule de la crosse de hockey :
{\displaystyle \sum _{j=n}^{r}{\binom {j}{n}}={\binom {r+1}{n+1}}}.
Si l'on fait une somme de termes, en partant d'un bord gauche du triangle et en descendant en oblique vers la droite, on obtient le terme situé en diagonale en bas à gauche du dernier terme de la somme.
Exemple 1 : descente en diagonale de 4 termes à partir de la 3e ligne : 1 + 3 + 6 + 10 = 20, terme situé en bas à gauche du dernier terme.
Exemple 2 : descente en diagonale de 5 termes à partir de la 5e ligne : 1 + 5 + 15 + 35 + 70 = 126, terme situé en bas à gauche du 70.

#### Concernant les diagonales ascendantes

Les sommes des « diagonales ascendantes » du triangle de Pascal forment la suite de Fibonacci.

Le nombre de coefficients impairs dans les « diagonales ascendantes » du triangle de Pascal forme la suite diatomique de Stern. Ci-dessus, les nombres impairs ont été remplacés par des 1 et les nombres pairs par des 0.

Lorsque le triangle est disposé comme dans la figure ci-contre à gauche (au lieu d'être symétrique par rapport à une verticale), la somme des termes des diagonales de pente 1 forme la suite de Fibonacci. Si, au lieu d'en faire la somme, on compte le nombre de coefficients impairs sur ces diagonales, on obtient la suite diatomique de Stern (figure de droite).

### Formule du binôme
Le triangle de Pascal est souvent utilisé dans les développements binomiaux. En effet, on trouve sur une même ligne tous les coefficients intervenant dans le développement d'une puissance de la somme de deux termes.
Exemple : (X + 1)2 = X2 + 2X + 12 et les coefficients de chaque monôme sont ceux de la troisième ligne du triangle de Pascal (la ligne de rang 2), c'est-à-dire 1, 2, 1.
Généralisation : (X + Y)n = a0XnY0 + a1Xn–1Y1 + ... +  anX0Yn, où les coefficients sont ceux qui se trouvent sur la n+1e ligne du triangle de Pascal (ligne de rang n).
Connaissant ainsi  la formule de sommation {\displaystyle (a+b)^{n}=\sum _{i=0}^{n}\,{n \choose i}a^{n-i}b^{i}}, plusieurs propriétés apparaissent simplement.
Posons a = b = 1, on a alors {\displaystyle 2^{n}=\sum _{i=0}^{n}\,{n \choose i}\,{}}.
Posons a = 1 et b = –1, on a alors {\displaystyle 0=\sum _{i=0}^{n}\,{n \choose i}\,(-1)^{i}}.
Connaissant ces deux égalités, dont l'une est une somme alternée, il vient que la somme des termes d'ordre 0, 2, 4,... dans une rangée est 2n–1 et est égale à la somme des termes d'ordre 1, 3, 5, ....

### Propriété liée au dénombrement
Le nombre situé dans la colonne p (en comptant à partir de 0 les colonnes) et la ligne n (en comptant à partir de 0 les lignes) indique le nombre de combinaisons possibles de p éléments dans un ensemble à n éléments.
Dans la ligne n et la colonne p, on a {\displaystyle {n \choose p}={\frac {n!}{p!(n-p)!}}}.
- Dans la ligne n et la colonne p, on lit le nombre de fois où l'on peut espérer obtenir p piles et n–p faces lors de n lancers d'une pièce équilibrée [note 3]
- En  multipliant un terme par le rang de sa colonne et en le divisant par le rang de sa ligne, on obtient le terme situé un cran plus haut sur la gauche
exemple  le terme dans la ligne 6 et la colonne 4 est 15 (on rappelle que les lignes et les colonnes sont numérotées en commençant à 0) ; or 15 × 4/6=10 situé dans la case juste à côté en haut à gauche.
- En multipliant le terme de ligne n et de colonne p par{\displaystyle {\frac {n-p}{p+1}}}, on obtient son voisin sur la droite
- Tous les termes de la ligne de rang n (sauf le premier et le dernier) sont multiples de n si et seulement si n est un nombre premier

### Nombres de Catalan
Toutes les lignes de rang pair (2n) ont un terme central, en divisant ce terme par n+1 ou en lui ôtant son voisin, on obtient un nombre de Catalan.

### Triangle de Sierpiński

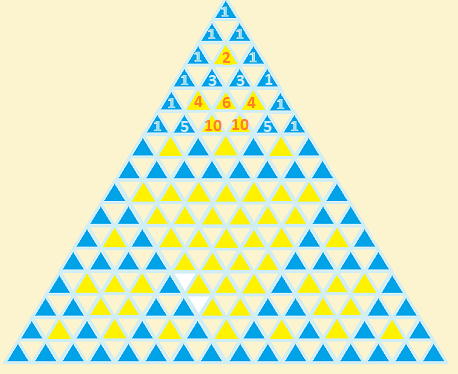
Obtention du triangle de Sierpiński par coloriage du triangle de Pascal.

Si l'on inscrit le triangle de Pascal dans une trame triangulaire, la réunion des cellules contenant des termes impairs est un triangle de Sierpiński.
Si p est un nombre premier supérieur à 2, on peut obtenir des structures fractales analogues en coloriant toutes les cellules qui ne sont pas congrues à 0 modulo p.

### Nombres figurés
Les nombres situés sur la troisième diagonale descendante correspondent aux nombres triangulaires, ceux de la quatrième diagonale aux nombres tétraédriques, ceux de la cinquième diagonale aux nombres pentatopiques et ceux de la n-ième diagonale aux nombres n-topiques.

### Formules trigonométriques
La formule du binôme appliqué à la formule de Moivre
{\displaystyle (\cos(\theta )+\mathrm {i} \sin(\theta ))^{n}=\cos(n\theta )+\mathrm {i} \sin(n\theta )}
permet de développer cos(nθ) et sin(nθ).
Les coefficients situés sur la ligne de rang n permettent d'écrire tan(nθ) en fonction de t=tan(θ)
Exemple : sur la ligne 4 on lit 1 – 4 – 6 – 4 – 1 et {\displaystyle \tan(4\theta )={\frac {4t-4t^{3}}{1-6t^{2}+t^{4}}}}
Formule générale : {\displaystyle \tan(n\theta )={\frac {\sum _{k=0}^{\left\lfloor {\frac {n-1}{2}}\right\rfloor }{(-1)^{k}{n \choose 2k+1}t^{2k+1}}}{\sum _{k=0}^{\left\lfloor {\frac {n}{2}}\right\rfloor }(-1)^{k}{n \choose 2k}t^{2k}}}}.
Les coefficients situés sur une diagonale ascendante permettent d'exprimer sin(nθ) comme produit de sin(θ) par un polynôme en 2 cos(θ) (voir Polynôme de Tchebychev) :
Exemple : sur la diagonale ascendante de rang 5, on lit 1 – 3 – 1 et
{\displaystyle {\begin{aligned}\sin(5\theta )&=\sin \theta \left[(2\cos \theta )^{4}-3(2\cos \theta )^{2}+1\right]\\\ &=\sin \theta (16\cos ^{4}\theta -12\cos ^{2}\theta +1)=\sin \theta \times U_{4}(\cos \theta )\end{aligned}}}
où U4 est le polynôme de Tchebychev de seconde espèce d'ordre 4.
Généralisation : si les termes de la diagonale ascendante de rang n sont {\displaystyle a_{n,0},a_{n,1},\cdots a_{n,[(n-1)/2]}}, on a
{\displaystyle \sin(n\theta )=\sin(\theta )\left(\sum _{k=0}^{\lfloor (n-1)/2\rfloor }(-1)^{k}a_{n,k}\left(2\cos(\theta )\right)^{n-1-2k}\right)}
Par conséquent, les coefficients situés sur la diagonale ascendante de rang n permettent de déterminer un polynôme de degré [(n-1)/2] dont les racines sont les valeurs {\textstyle \left(2\cos \left({\frac {k\pi }{n}}\right)\right)^{2}} pour k variant de 1 à {\textstyle \left\lfloor {\frac {n-1}{2}}\right\rfloor .}
Exemple : sur la diagonale de rang 7, on lit 1 – 5 – 6 – 1, on sait donc que les {\displaystyle \left(2\cos \left({\frac {k\pi }{7}}\right)\right)^{2}} (pour k = 1, 2, 3) sont les racines de {\displaystyle P(x)=x^{3}-5x^{2}+6x-1}.
Généralisation : {\displaystyle P(x)=\sum _{k=0}^{\lfloor (n-1)/2\rfloor }(-1)^{k}a_{n,k}x^{\lfloor (n-1)/2\rfloor -k}} a pour racines {\displaystyle \left(2\cos \left({\frac {k\pi }{n}}\right)\right)^{2}}.

### Transformée de Fourier de sin(x)n+1/x
Les coefficients de (x + 1)n sont la ne ligne du triangle. Les coefficients de (x − 1)n sont les mêmes, sauf que le signe est alterné.
Après une normalisation appropriée, la même suite de nombres est présente dans la transformée de Fourier de sin(x)n+1/x.
Plus précisément : si n est pair, il faut prendre la partie réelle de la transformée et si n est impair, il faut prendre la partie imaginaire.
Le résultat est alors une fonction étagée dont les valeurs (convenablement normalisées) sont données par la ne rangée du triangle en alternant les signes.
Ainsi :
{\displaystyle \,{\mathfrak {Re}}\left({\text{Fourier}}\left[{\frac {\sin(x)^{5}}{x}}\right]\right)}
compose la 4e rangée du triangle, avec des signes alternés.
C'est une généralisation du résultat suivant (souvent utilisé en ingénierie électrique) : 
{\displaystyle \,{\mathfrak {Re}}\left({\text{Fourier}}\left[{\frac {\sin(x)}{x}}\right]\right)}
est la fonction de Heaviside.
La rangée correspondante du triangle est la rangée 0, qui est restreinte au nombre 1.

## Généralisations

### Binôme généralisé
La relation de Pascal s'étend aux coefficients binomiaux généralisés {\displaystyle r \choose k}, dans lesquels {\displaystyle r} est un nombre complexe.

### Généralisation aux dimensions supérieures
Le triangle de Pascal se généralise aisément à des dimensions supérieures. La version tridimensionnelle s'appelle la pyramide de Pascal.

### Généralisation aux indices de ligne ou de colonne négatifs
Le triangle de Pascal se généralise aux indices de ligne négatifs.
D'abord, il faut écrire le triangle sous la forme suivante  :
|       | m = 0 | m = 1 | m = 2 | m = 3 | m = 4 | m = 5 | ... |
| n = 0 | 1     | 0     | 0     | 0     | 0     | 0     | ... |
| n = 1 | 1     | 1     | 0     | 0     | 0     | 0     | ... |
| n = 2 | 1     | 2     | 1     | 0     | 0     | 0     | ... |
| n = 3 | 1     | 3     | 3     | 1     | 0     | 0     | ... |
| n = 4 | 1     | 4     | 6     | 4     | 1     | 0     | ... |

Ensuite l'écrire de la façon suivante :
|        | m = 0 | m = 1 | m = 2 | m = 3 | m = 4 | m = 5 | ... |
| n = -4 | 1     |       |       |       |       |       | ... |
| n = -3 | 1     |       |       |       |       |       | ... |
| n = -2 | 1     |       |       |       |       |       | ... |
| n = -1 | 1     |       |       |       |       |       | ... |
| n = 0  | 1     | 0     | 0     | 0     | 0     | 0     | ... |
| n = 1  | 1     | 1     | 0     | 0     | 0     | 0     | ... |
| n = 2  | 1     | 2     | 1     | 0     | 0     | 0     | ... |
| n = 3  | 1     | 3     | 3     | 1     | 0     | 0     | ... |
| n = 4  | 1     | 4     | 6     | 4     | 1     | 0     | ... |

La formule :
{\displaystyle {n \choose m}={n-1 \choose m-1}+{n-1 \choose m}}
peut être ré-arrangée de la façon suivante :
{\displaystyle {n-1 \choose m}={n \choose m}-{n-1 \choose m-1}}
ce qui permet le calcul des termes de rang négatif :
|        | m = 0 | m = 1 | m = 2 | m = 3 | m = 4 | m = 5 | ... |
| n = −4 | 1     | −4    | 10    | −20   | 35    | −56   | ... |
| n = −3 | 1     | −3    | 6     | −10   | 15    | −21   | ... |
| n = −2 | 1     | −2    | 3     | −4    | 5     | −6    | ... |
| n = −1 | 1     | −1    | 1     | −1    | 1     | −1    | ... |
| n = 0  | 1     | 0     | 0     | 0     | 0     | 0     | ... |
| n = 1  | 1     | 1     | 0     | 0     | 0     | 0     | ... |
| n = 2  | 1     | 2     | 1     | 0     | 0     | 0     | ... |
| n = 3  | 1     | 3     | 3     | 1     | 0     | 0     | ... |
| n = 4  | 1     | 4     | 6     | 4     | 1     | 0     | ... |

Cette extension préserve les formules :
{\displaystyle {n \choose m}={\frac {1}{m!}}\prod _{k=0}^{m-1}(n-k)={\frac {1}{m!}}\prod _{k=1}^{m}(n-k+1)}.
et 
{\displaystyle (1+x)^{n}=\sum _{k=0}^{\infty }{n \choose k}x^{k}\quad {\textrm {pour}}|x|<1}
Ainsi :
{\displaystyle (1+x)^{-2}=1-2x+3x^{2}-4x^{3}+...\quad {\textrm {pour}}|x|<1}
Une autre possibilité d'extension par rapport aux colonnes d'indice négatif est la suivante :
|         | m = -4 | m = -3 | m = -2 | m = -1 | m = 0 | m = 1 | m = 2 | m = 3 | m = 4 | m = 5 | ... |
| n = -4  | 1      | 0      | 0      | 0      | 0     | 0     | 0     | 0     | 0     | 0     | ... |
| n = -3  |        | 1      | 0      | 0      | 0     | 0     | 0     | 0     | 0     | 0     | ... |
| n' = -2 |        |        | 1      | 0      | 0     | 0     | 0     | 0     | 0     | 0     | ... |
| n = -1  |        |        |        | 1      | 0     | 0     | 0     | 0     | 0     | 0     | ... |
| n = 0   | 0      | 0      | 0      | 0      | 1     | 0     | 0     | 0     | 0     | 0     | ... |
| n = 1   | 0      | 0      | 0      | 0      | 1     | 1     | 0     | 0     | 0     | 0     | ... |
| n = 2   | 0      | 0      | 0      | 0      | 1     | 2     | 1     | 0     | 0     | 0     | ... |
| n = 3   | 0      | 0      | 0      | 0      | 1     | 3     | 3     | 1     | 0     | 0     | ... |
| n = 4   | 0      | 0      | 0      | 0      | 1     | 4     | 6     | 4     | 1     | 0     | ... |

En appliquant les mêmes règles que précédemment, il vient : 
|        | m = -4 | m = -3 | m = -2 | m = -1 | m = 0 | m = 1 | m = 2 | m = 3 | m = 4 | m = 5 | ... |
| n = -4 | 1      | 0      | 0      | 0      | 0     | 0     | 0     | 0     | 0     | 0     | ... |
| n = -3 | -3     | 1      | 0      | 0      | 0     | 0     | 0     | 0     | 0     | 0     | ... |
| n = -2 | 3      | -2     | 1      | 0      | 0     | 0     | 0     | 0     | 0     | 0     | ... |
| n = -1 | -1     | 1      | -1     | 1      | 0     | 0     | 0     | 0     | 0     | 0     | ..  |
| n = 0  | 0      | 0      | 0      | 0      | 1     | 0     | 0     | 0     | 0     | 0     | ... |
| n = 1  | 0      | 0      | 0      | 0      | 1     | 1     | 0     | 0     | 0     | 0     | ... |
| n = 2  | 0      | 0      | 0      | 0      | 1     | 2     | 1     | 0     | 0     | 0     | ... |
| n = 3  | 0      | 0      | 0      | 0      | 1     | 3     | 3     | 1     | 0     | 0     | ... |
| n = 4  | 0      | 0      | 0      | 0      | 1     | 4     | 6     | 4     | 1     | 0     | ... |

Cette généralisation permet de conserver la propriété d'exponentielle d'une matrice. En effet, comme on a, 
{\displaystyle \exp {\begin{pmatrix}.&.&.&.&.\\1&.&.&.&.\\.&2&.&.&.\\.&.&3&.&.\\.&.&.&4&.\end{pmatrix}}={\begin{pmatrix}1&.&.&.&.\\1&1&.&.&.\\1&2&1&.&.\\1&3&3&1&.\\1&4&6&4&1\end{pmatrix}}},
on étend à,
{\displaystyle \exp {\begin{pmatrix}.&.&.&.&.&.&.&.&.&.\\-4&.&.&.&.&.&.&.&.&.\\.&-3&.&.&.&.&.&.&.&.\\.&.&-2&.&.&.&.&.&.&.\\.&.&.&-1&.&.&.&.&.&.\\.&.&.&.&0&.&.&.&.&.\\.&.&.&.&.&1&.&.&.&.\\.&.&.&.&.&.&2&.&.&.\\.&.&.&.&.&.&.&3&.&.\\.&.&.&.&.&.&.&.&4&.\end{pmatrix}}={\begin{pmatrix}1&.&.&.&.&.&.&.&.&.\\-4&1&.&.&.&.&.&.&.&.\\6&-3&1&.&.&.&.&.&.&.\\-4&3&-2&1&.&.&.&.&.&.\\1&-1&1&-1&1&.&.&.&.&.\\.&.&.&.&.&1&.&.&.&.\\.&.&.&.&.&1&1&.&.&.\\.&.&.&.&.&1&2&1&.&.\\.&.&.&.&.&1&3&3&1&.\\.&.&.&.&.&1&4&6&4&1\end{pmatrix}}}
Ces deux généralisations peuvent être aussi obtenues à l'aide de la fonction gamma, en écrivant : 
{\displaystyle {n \choose k}={\frac {n!}{(n-k)!k!}}\equiv {\frac {\Gamma (n+1)}{\Gamma (n-k+1)\Gamma (k+1)}}}.